# Lucky Cannon
Jonathon David "Jon" Emminger é um lutador de wrestling profissional estadunidense, mais conhecido pelos seus ring names Lucky Cannon e Johnny Prime, mais conhecido por seu trabalho na WWE, no território de desenvolvimento Florida Championship Wrestling (FCW), onde foi uma vez Campeão de Pesos-Pesados da FCW. Ele fez parte da segunda e da quinta temporada do NXT.

## No wrestling
- Movimentos de finalização
  - Lucky Break[4] (Reverse thrown Death Valley driver)

- Movimentos secundários
  - Diving crossbody[7][8]

- Alcunhas
  - "Lucky, Da-Lish, Mr. Steal-Your-Girl"[5]

- Managers
  - Maxine[5]

## Títulos e prêmios
- Florida Championship Wrestling
  - Campeão de Pesos-Pesados da FCW (1 vez)[5]

- Pro Wrestling Illustrated
  - PWI o colocou como 298° dos 500 melhores lutadores durante a PWI 500 de 2010[9]